# 梅多鎮區 (北達科他州麥克亨利縣)
梅多鎮區（英語：Meadow Township）是位於美國北達科他州麥克亨利縣的一個鎮區。

## 地方資料
梅多鎮區的面積為91.83平方千米，當中陸地面積為79.86平方千米，而水域面積為11.98平方千米。根據2020年美國人口普查的數據，當地共有人口51人，而人口密度為每平方千米0.56人。